# 疏舌橐吾
疏舌橐吾（学名：Ligularia oligonema）为菊科橐吾属的植物，为中国的特有植物。分布在中国大陆的云南等地，生长于海拔3,000米至4,000米的地区，常生于沼泽地、林下以及草坡。